# Peter Morris
Peter Morris est un joueur américain de Scrabble. Il fut le premier Champion du monde de Scrabble anglophone en 1991. Né en 1962 à Birmingham en Angleterre il a remporté la National Scrabble Championship des États-Unis en 1989, remportant la dotation de $5 000 et deux ans plus tard a remporté la première édition des championnats du monde. Il a également écrit de nombreux ouvrages sur l'histoire du baseball.
Au championnat du monde de 1991, il y avait 48 joueurs qui se sont divisés en 8 poules de 6, les 2 premiers joueurs de chaque poule étant qualifiés pour le tour suivant. Peter Morris s'est qualifié pour le 2e tour, puis a remporté le 2e tour pour se qualifier pour la finale contre Brian Cappelletto. Là il a remporté le match 2 manches à 1, grâce à une erreur de Brian Cappelletto qui a joué SMAIL lors de la 3e manche (mot non-valable en anglais).
Il ne joue quasiment plus en compétition depuis 1996; il a cependant participé en 2010 à un tournoi sur invitation qui a réuni dix anciens champions du monde.

## Palmarès au Scrabble
- Or Championnat  du monde : 1991

- Or North American Scrabble Championship: 1989
- Or  Mid-West invitational 1984
- Or  Mid-West invitational 1988
- Argent : North American Scrabble Championship: 1988
- Argent :  Canadian Scrabble Championship 1996
- Argent :  Cincinnati Masters Championship 1991

| Année | World SC | North-American SC |
| ----- | -------- | ----------------- |
| 1983  |          | 10e               |
| 1984  |          |                   |
| 1985  |          | 21e               |
| 1986  |          |                   |
| 1987  |          | ___               |
| 1988  |          | Argent            |
| 1989  |          | Or                |
| 1990  |          | 9e                |
| 1991  | Or       |                   |
| 1992  |          | 73e               |
| 1993  | 12e      |                   |
| 1994  |          | ___               |
| 1995  | ___      |                   |
| 1996  |          | 26e               |